# Blossia maraisi
Blossia maraisi är en spindeldjursart som beskrevs av Hewitt 1915. Blossia maraisi ingår i släktet Blossia och familjen Daesiidae. Inga underarter finns listade.